# Job Poulet
Pour l’article homonyme, voir Poulet (homonymie).

a Compétitions nationales et continentales officielles uniquement.

Dernière mise à jour le 18 août 2025.
Job Poulet, né le 30 avril 2003 à Rouen (France), est un joueur français de rugby à XV. Il évolue au poste de centre à l'USA Perpignan.

## Biographie
Job Poulet naît le 30 avril 2003 à Rouen, en Normandie. Il déménage ensuite dans la région narbonnaise, où il commence la pratique du rugby à XV à l'Étoile sportive vinassanaise dans l'Aude. À Vinassan, en catégorie des moins de 12 ans, sélectionné dans une équipe régionale il participe au tournoi Henri Martin. Son équipe termine quatrième.
En 2016, il rejoint ensuite l'Entente Fleury-Salles-Coursan puis intègre le centre de formation du Racing Club narbonnais entre 2018 et 2021. Auteur de bon résultat en Crabos, il est recruté par le Racing 92. En 2022, il est sélectionné avec l'équipe de rugby à sept du Racing 92 pour participer aux trois étapes du Supersevens,,.
À l'issue de deux saisons en Île-de-France, il s'engage à l'USA Perpignan, espérant décrocher un contrat professionnel par la suite. Dans son nouveau club, il est de nouveau sélectionné pour disputer la saison 2023 du Supersevens,. Le 3 août, il participe à un match contre le Racing 92 dans le cadre d'une rencontre amicale durant laquelle il inscrit un essai. Plus tard dans la saison, en janvier 2024, il fait ses débuts professionnels en Challenge Cup comme titulaire pour le club catalan contre les Newcastle Falcons,. En février suivant, après la volonté de l'entraîneur Franck Azéma d'augmenter la moyenne de jeunes issues de formation française (JIFF), il est aligné sur le banc pour une rencontre contre le Stade français Paris en Top 14. Évoluant également en espoir, il termine la saison comme le joueur des espoirs et l'un des meilleurs marqueurs d'essais du championnat Reichel.
La saison suivante, il est sélectionné pour la première étape du Supersevens 2024 à Mont-de-Marsan,. À XV, il participe au premier match de Challenge Cup de l'USA Perpignan comme titulaire contre la franchise sud-africaine des Cheetahs. À la 40e, il inscrit un essai. Cependant, la partie se termine sur un match nul,. Il enchaîne ensuite contre Cardiff Rugby. À la fin de la saison, il est appelé dans le groupe pour préparer le barrage d'accession contre le FC Grenoble. N'étant finalement pas retenu dans le groupe final, ses coéquipiers remportent la rencontre 13 à 11.

## Statistiques en club
| Saison              | Club                | Championnat | Championnat | Championnat | Compétitions de l'EPCR | Compétitions de l'EPCR | Compétitions de l'EPCR |
| Saison              | Club                | Compétition | Matchs      | Essais      | Compétition            | Matchs                 | Essais                 |
| ------------------- | ------------------- | ----------- | ----------- | ----------- | ---------------------- | ---------------------- | ---------------------- |
| 2023-2024           | USA Perpignan       | Top 14      | 2           | -           | Challenge Cup          | 1                      | -                      |
| 2024-2025           | USA Perpignan       | Top 14      | 2           | -           | Challenge Cup          | 3                      | 1                      |
| Total USA Perpignan | Total USA Perpignan | Top 14      | 4           | -           | Compétitions EPCR      | 4                      | 1                      |

## Palmarès
- Supersevens 2022 avec le Racing 92 :
  -  Troisième de l'étape de Perpignan.
  -  Troisième de l'étape de Pau.
  -  Troisième de l'étape finale de Nanterre.